# Háleiksmúli
Háleiksmúli är ett berg i republiken Island. Det ligger i regionen Västlandet, 80 km norr om huvudstaden Reykjavík. Toppen på Háleiksmúli är 812 meter över havet.
Trakten runt Háleiksmúli är nära nog obefolkad, med mindre än två invånare per kvadratkilometer. Det finns inga samhällen i närheten. Trakten runt Háleiksmúli består i huvudsak av gräsmarker.